# Дальняя Шебелинка
Дальняя Шебелинка (укр. Дальня Шебелинка) — село, Червоно-Донецкий поселковый совет, Балаклейский район, Харьковская область.
Код КОАТУУ — 6320256001. Население по переписи 2001 г. составляет 71 (32/39 м/ж) человек.
Вокруг села находятся много газовых скважин (Шебелинское газовое месторождение).

## Географическое положение
Рядом с селом протекают реки Шебелинка и Северский Донец (укр. Сіверський Дінець).